# Andrena anthrisci
Andrena anthrisci là một loài Hymenoptera trong họ Andrenidae. Loài này được Blüthgen mô tả khoa học năm 1925.